# Barros Luco

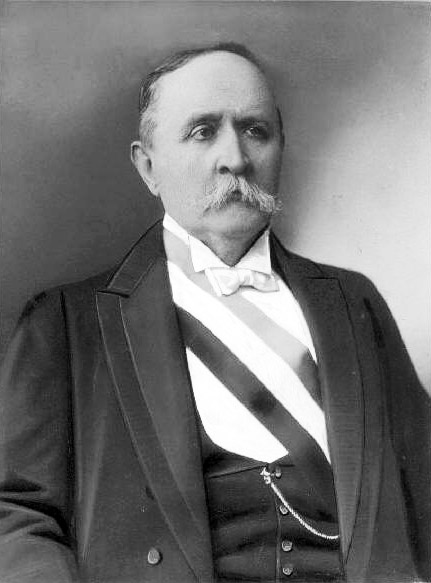
Ramón Barros Luco, que deu origem ao nome do sanduíche

Barros Luco é um sanduíche popular no Chile que inclui carne e queijo derretido em alguns tipos específicos de pão. O sanduíche é chamado como o presidente Chileno Ramón Barros Luco e foi assim cunhado no restaurante do Congresso Nacional do Chile. Outras fontes apontam a Confitería Torres como o lugar onde o sanduíche foi criado.
As carnes de corte utilizadas para este sanduíche são as mesmas que são utilizadas para o churrasco,[carece de fontes?] outro popular sanduíche chileno. Vários tipos de pão são utilizados neste sanduíche: Pan de frica, pan amasado, marraqueta e fatias de pão branco são populares.[carece de fontes?] O primo do presidente, o senador Barros Jarpa pediu, uma variação desse snaduíche com presunto e queijo, então, esse sanduíche começou a ser chamado de Barros Jarpa.